# Milorad Krivokapić
Milorad Krivokapić (in serbo Милорад Кривокапић?; Bijela, 8 gennaio 1956) è un ex pallanuotista jugoslavo, vincitore di una medaglia d'oro alle olimpiadi di Los Angeles 1984, di una d'argento alle olimpiadi di Mosca 1980 e di un oro ai mondiali di Madrid nel 1986. Dopo gli inizi in patria al Bijela Brodoremont e poi al Primorac Kotor (con cui vinse il campionato jugoslavo e la Coppa di Jugoslavia) venne ingaggiato dal Posillipo Napoli, dove conquistò la Coppa Italia e la Coppa delle Coppe nel 1986. Nel 2016 è stato presidente della federazione serba di pallanuoto.